# Carlo Emery
Carlo Emery (Napels, 25 oktober 1848 - Bologna, 11 mei 1925) was een Italiaans zoöloog en entomoloog. Zijn ouders waren tot Italiaans genaturaliseerde Zwitsers. Hij studeerde medicijnen en besloot in 1872 zich te specialiseren in de oogheelkunde, maar hij werd sterker aangetrokken tot de studie van de biologie. Hij werd in 1878 aangesteld als hoogleraar zoölogie aan de universiteit van Cagliari en vanaf 1881 tot aan zijn pensioen was hij hoogleraar zoölogie aan de universiteit van Bologna.
Tot zijn vroegste publicaties behoren artikels over vissen en weekdieren. Maar Emery wijdde het grootste deel van zijn leven aan de studie en de taxonomie van Hymenoptera, en in het bijzonder van mieren. Hij beschreef daarvan 130 geslachten en meer dan 1.000 soorten in rond de 300 artikelen. Zijn verzameling mieren is geschonken aan het natuurhistorisch museum "Giacomo Doria" in Genua.
Emery was een tijdgenoot van de Zwitserse arts en entomoloog Auguste Forel, die ook een specialist op het gebied van mieren was. Ze werden in hetzelfde jaar geboren en werkten vaak samen. In 1906 werd Emery in Zwitserland getroffen door een beroerte waardoor zijn rechterzijde verlamd raakte. Emery, die zijn artikelen zelf illustreerde, leerde zichzelf toen met de linkerhand schrijven en tekenen. Opvallend genoeg onderging Forel in 1912 hetzelfde lot: ook hij werd na een beroerte verlamd aan de rechterzijde. Emery noemde de mierensoorten Camponotus foreli, Terataner foreli en Rogeria foreli naar zijn Zwitserse collega; en onder de talrijke mierensoorten die naar Emery verwijzen met het epitheton emeryi, bevinden zich de door Forel beschreven soorten Pseudolasius emeryi, Leptogenys emeryi, Azteca emeryi, Myopias emeryi, Melissotarsus emeryi en Simopone emeryi.